# زنان در تاریخ کلیسا

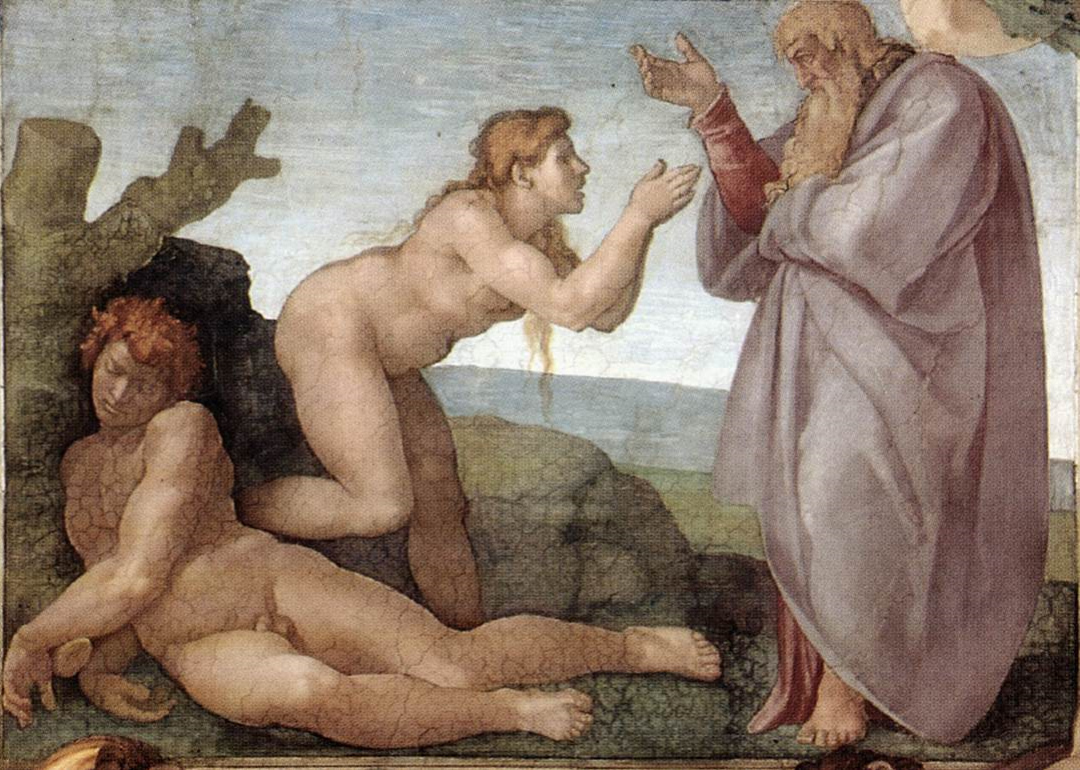
میکل آنجلو ساختن حوا

زنان در تاریخ کلیسا نقش‌های مختلفی را در زندگی مسیحیت بازی کرده‌اند - به ویژه به عنوان متفکر، مراقب بهداشت، آموزش دهنده و مبلغ. تا اواخر قرن اخیر، زنان به‌طور کلی از مناصب اسقفی و روحانیت در کلیساهای خاص مسیحی مستثنی بودند. با این حال، تعداد زیادی از زنان در زندگی کلیسا تأثیرگذار بوده‌اند، از معاصران عیسی مسیح تا مقدسین بعدی، متکلمان، پزشکان کلیسا، مبلغین، آموزگار کلیسا، راهبه‌ها، عرفاً، بنیانگذاران مؤسسات مذهبی، رهبران نظامی، سلطنت‌ها و شهدا.
مسیحیت از درون جوامع مردسالار پیرامونی ظهور کرد که مردان را در مقامات ازدواج، جامعه و دولت قرار می‌دادند و، در حالی که این دین عضویت کشیش را فقط به مردان محدود می‌کرد، در قرن‌های اولیه خود موقعیت اجتماعی پیشرفته تری به زنان ارائه می‌داد و به سرعت پیروان گسترده در میان زنان یافت. در بیشتر فرقه‌ها، زنان از اوایل دوران مسیحی تاکنون اکثر شرکت کنندگان در کلیسا بوده‌اند. بعداً، به عنوان خواهران و راهبه‌های مذهبی، زنان از طریق مجالس مذهبی و عبادتگاه‌ها نقش مهمی در مسیحیت داشتند و در طول تاریخ به فعالیت خود ادامه دادند - به ویژه در ایجاد مدارس، بیمارستان‌ها، خانه‌های سالمندان و سکونتگاه‌های خانقاهی. زنان اکثریت عمده اعضای زندگی مقدس در کلیسای کاتولیک، بزرگترین کلیسای مسیحی را تشکیل می‌دهند. در دهه‌های اخیر، ترتیب دادن زنان در برخی از کلیساهای پروتستان به‌طور فزاینده ای معمول شده‌است. زنان لایک همچنین در زندگی گسترده کلیساها بسیار فعال بوده و از کار اجتماعی کلیساها حمایت می‌کنند.
در کلیسای کاتولیک و کلیسای ارتدکس شرقی، مکان ویژه‌ای برای احترام به مریم، مادر عیسی اختصاص داده شده‌است، که یک الگوی فضیلت مادرانه را در نگاه آنها به مسیحیت حفظ کرده‌است. فداکاری مریم‌گونه، به‌طور کلی از ویژگی‌های پروتستانیسم نیست.